# Торелавега
Торелавега (шп. Torrelavega) град је у Шпанији у аутономној заједници Кантабрија у покрајини Кантабрија. Према процени из 2008. у граду је живело 55.910 становника.

## Становништво
Према процени, у граду је 2008. живело 55.910 становника.
| 1981.  | 1991.  | 2001.  |
| ------ | ------ | ------ |
| 55.786 | 60.023 | 55.477 |

## Партнерски градови
- Old Havana
- Рошфор
- Цуг
- Western Sahara
- Louga